# Alytus landskommun
Alytus landskommun (litauiska: Alytaus rajono savivaldybė) är en kommun i Litauen.   Den ligger i länet Alytus län, i den södra delen av landet, 90 km väster om huvudstaden Vilnius. Antalet invånare är 56 364. Arean är 1 404 kvadratkilometer.
Terrängen i Alytus landskommun är huvudsakligen platt.
Följande samhällen finns i Alytus landskommun:
- Simnas
- Daugai
- Butrimonys